# タカラモノ/君の笑顔がなによりも好きだった
『タカラモノ／君の笑顔がなによりも好きだった』（タカラモノ ／ きみのえがおがなによりもすきだった）は、Chicago Poodleの6枚目のシングル。2013年8月28日、GIZA studioから発売された。

## 内容
「タカラモノ」はアルバム『3.0』からのリカット。メガネのタナカ創業100周年イメージ・ソング。
「君の笑顔がなによりも好きだった」は、ytv制作・日本テレビ系『名探偵コナン』エンディング・テーマ。
初回限定盤はDVD付き、通常盤は「タカラモノ」のピアノアレンジバージョンが収録されている。

## 収録曲
全曲 作曲：花沢耕太

### 初回限定盤
CD
1. タカラモノ
作詞：山口教仁・＋DN　編曲：Chicago Poodle
2. 君の笑顔がなによりも好きだった
作詞：辻本健司・山口教仁・＋DN　編曲：岩倉さとし
3. タカラモノ -Voiceless Ver.-
4. 君の笑顔がなによりも好きだった -Voiceless Ver.-

DVD
1. 「タカラモノ」Music Clip (Wedding 篇)
2. 「タカラモノ」Music Clip (家族愛 篇)
3. 「君の笑顔がなによりも好きだった」Music Clip

### 名探偵コナン盤（初回限定生産）
1. 君の笑顔がなによりも好きだった
2. タカラモノ
3. 君の笑顔がなによりも好きだった -TV SIZE Ver.-
4. 君の笑顔がなによりも好きだった -Voiceless Ver.-
5. タカラモノ -Voiceless Ver.-

### 通常盤
1. タカラモノ
2. 君の笑顔がなによりも好きだった
3. タカラモノ -Piano Arrange Ver.-
編曲：大楠雄蔵
4. タカラモノ -Voiceless Ver.-
5. 君の笑顔がなによりも好きだった -Voiceless Ver.-

## レコーディング参加
- 大賀好修（nothin' but love・OOM・Sensation） - ギター(#1)
- 岩倉さとし - ギター(#2)

| テレビアニメ『名探偵コナン』エンディングテーマ 2013年8月10日 - 2013年12月7日 |                                                   |                                 |
| 前作: BOYFRIEND 「瞳のメロディ」                                             | Chicago Poodle 「君の笑顔がなによりも好きだった」 | 次作: DAIGO 「いま逢いたくて…」 |